# Neoneurus mantis
Neoneurus mantis är en stekelart som beskrevs av Shaw 1992. Neoneurus mantis ingår i släktet Neoneurus och familjen bracksteklar. Inga underarter finns listade i Catalogue of Life.